# Leandro Fuentes
Leandro Martín Fuentes (Buenos Aires, Argentina, 27 de julio de 1972), conocido artísticamente como Lolo Fuentes, es un músico, compositor y actor argentino. Saltó a la fama por ser guitarrista y miembro fundador del grupo Miranda!. Después de su paso por la banda, realiza una carrera como solista.

## Biografía

### Primeros años
Nacido en Madrid, España, Fuentes se mudó a Argentina con su madre a los cinco meses de edad. Creció en el barrio de Villa Devoto, Buenos Aires, escuchando bandas como Queen y Kiss. A los 11 años comenzó a aprender a tocar la guitarra; más adelante tuvo una banda que se llamó Flores Negras. Se identificó con el movimiento punk y el género del glam rock. 
Alcanzada la mayoría de edad se desempeñó en los oficios más diversos, entre ellos, tripulante de cabina de Aerolíneas Argentinas. En 1997, Lolo hizo un recorrido por Chile durante cinco meses y fundó el grupo musical Amor. Se mantuvo económicamente cantando junto con su novia de aquel entonces versiones de Soda Stereo y Los Tres en el transporte público, acompañados por su guitarra.

### Miranda!
A mediados de los años 1990, Lolo conoció a Bruno de Vicenti, futuro programador de Miranda!, con quien profundizó en el ámbito de la música electrónica. Posteriormente, Vicenti le presentó al vocalista Ale Sergi. Después de escuchar un demo de «Imán», Lolo quedó muy satisfecho y le hizo saber a Sergi el interés de formar una agrupación. Sergi insistía en que sea una formación al estilo de un trío vocal, como The Ronettes, al lado de la también vocalista Juliana Gattas. Lolo quería tocar la guitarra en la formación, lo cual daría resultados más tarde durante el pico de popularidad de la banda.

#### El pico de popularidad
En 2002 apareció el primer disco Es mentira que sonó en el circuito underground argentino. En cambio, el segundo álbum, Sin restricciones, fue un éxito de masas. Aquí se incluye la popular canción «Don», para la cual Ale Sergi propuso a Lolo incluir la frase que más allá de su talento, sería su hit personal: «es la guitarra de Lolo».
Esta fue la época de mayor fama de Miranda! ya que durante 2005 llenaron dos veces el Luna Park de Buenos Aires, ganaron dos premios MTV Latinoamérica y alcanzaron Disco de Oro en México. Además, en febrero de 2006 causaron furor en el Festival de Viña del Mar de Chile. Como trabajo paralelo, Lolo grabó las guitarras del disco de Leo García, Cuarto creciente.
En noviembre de 2008, Lolo sufrió una agresión en Capital Federal a las puertas del Teatro Maipo, en donde hacía parte del reparto junto con su banda, Miranda!, en la obra musical «La rotativa de Maipo». El agresor no fue identificado ya que se dio a la fuga.

#### Últimos años
Con la banda publicó Es imposible! en 2009 y regresó al Festival de Viña del Mar en 2010. En 2012 publicó Magistral con Miranda! y debutó como actor en la película Olympia del director Leo Damario. Todavía era parte del grupo cuando, a mediados de 2013, Lolo presentó una nueva banda llamada Rodeo Mareado, junto a los músicos Santiago Condomi y Martín Grinfield.
Finalmente, en enero de 2014 abandonó Miranda! aduciendo "razones laborales" y el deseo de trabajar en México. Sin embargo, Ale Sergi contradijo esta versión al explicar que esto se producía luego de un largo período de "tirantez" en las relaciones del guitarrista con el resto de la banda en el que llegó a faltar a shows previstos. Posteriormente, Lolo habló de una "relación que se desgastó" y de un "ambiente de hostilidad".

### Carrera solista
En 2016 Lolo actuó en la película Resentimental de Leo Damario, compartiendo elenco con Brenda Gandini, Lucila Polak y Graciela Borges.
A principios de 2017, Lolo dio a conocer «Luna en Capricornio», un tema que va del funk al electro-soul y el primer adelanto de su carrera en solitario. El segundo sencillo, «Ultracomunicación», es un dueto con la actriz Brenda Asnicar y fue lanzado junto a un videoclip. El álbum se tituló Lolo y fue presentado en La Tangente, un galpón en el barrio de Palermo, y entre los invitados al evento estuvieron los músicos Joaquín Levinton, Dani Umpi y Bruno de Vicenti, su excompañero de Miranda!.
En 2019 fue parte de Esta es para hacerte feliz: Tributo a Jorge González, un disco realizado en homenaje al reconocido músico chileno y donde participan nombres como Gustavo Santaolalla, Rubén Albarrán y Mauricio Durán. A Lolo se le encargó reversionar «Estrechez de corazón».
Actualmente[¿cuándo?] su banda está conformada por Sebastán Reh en bajo y programaciones, Martín Gómez en teclado y Menech Marino en batería.
En 2022 realizó una sección en el programa Mandá play de América Televisión.